# Сребролюбие, славолюбие, сластолюбие

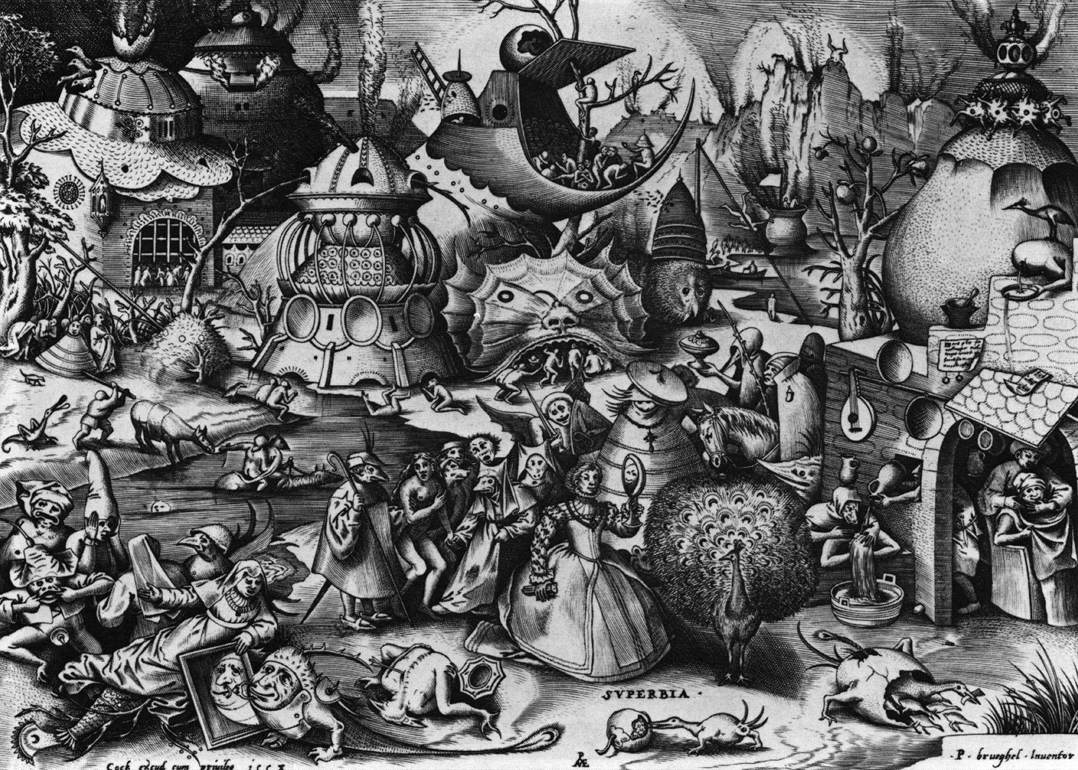
Гордыня. Питер Брейгель (Старший)

Сребролюбие, славолюбие, сластолюбие (или своекорыстие, самовозношение, любовь к наслаждениям) — в соответствии с православным вероучением три главные страсти, исполнение которых порождает другие страсти и ведёт к притуплению разума и веры исполняющего их человека. В основе этих страстей лежит самолюбие.
О том, что эти три страсти являются главными, сообщали преподобный Феодор Эдесский, преподобный Авва Дорофей, преподобный оптинский старец Лев.
Такое разделение страстей основывается на словах святого апостола Иоанна Богослова о трёх искушениях мира: «Не любите мира, ни того, что в мире: кто любит мир, в том нет любви Отчей. Ибо все, что в мире: похоть плоти, похоть очей и гордость житейская, не есть от Отца, но от мира сего. И мир проходит, и похоть его, а исполняющий волю Божью пребывает вовек» (1 Ин. 2:15-17).

## Действие
Преподобный Феодор Эдесский описал ход проявления страстей следующим образом:

Есть три главнейшие страсти: сластолюбие, сребролюбие и славолюбие. За ними следуют другие пять духов злобы; а от этих, наконец, порождается многое множество страстей и все виды разнообразных склонностей греховных. Почему победивший трёх первых начальников страстей и вождей, вместе с тем низлагает и следующие за ним пять страстей, а затем покоряет и все страсти.

Что по страсти сделано нами, о том и воспоминания страстьми возмущают душу. Но когда страстные воспоминания совсем изгладятся из сердца, до того, что и не приближаются к нему; тогда это служит признаком отпущения прежних грехов. Ибо пока душа страстно к чему-либо греховному относится, дотоле надо признавать имеющееся в ней владычество греха.— 
Страсть славолюбия принуждает человека говорить в своём сердце: кто как я; страсть сребролюбия — всем хочу завладеть; страсть сластолюбия — хочу жить в своё удовольствие.

## Распространение
По словам Алексея Осипова, эти три страсти составляют сущность язычества, устремлённого к идеям гедонизма, предполагающим «стремление к наслаждению, здесь и только здесь», а также основу современного научно-технического прогресса. Он отмечает:

В научно-техническом прогрессе мы ищем прежде всего комфорта, способности жить, не трудясь, наслаждаться и развлекаться, не понимая того, что мы сейчас находимся в больнице, а не на курорте. И беда, когда человек свою больничную палату начинает обустраивать, тратя на это все свои средства, прекрасно понимая, что в любой момент из этой палаты ему предложат выписаться.